# Dynów
Dynów é um município da Polônia, na voivodia da Subcarpácia e no condado de Rzeszów. Estende-se por uma área de 24,55 km², com 6 146 habitantes, segundo os censos de 2017, com uma densidade de 250,3 hab/km².